# 침노린재과
침노린재과는 노린재목에 속하는 육식성 노린재의 과이다. 껍적침노린재, 다리무늬침노린재, 배홍무늬침노린재, 고추침노린재 등이 속하며, 뾰족한 주둥이로 무당벌레, 나비목의 애벌레 등 작은 곤충의 체액을 빨아먹는다.
"자객벌레(assassin bug)"라는 별칭으로도 알려져 있다.